# 梁耀堅
梁耀堅（Leung Yiu Kin，1970年—），香港資深電視劇集監製，現任香港無綫電視監製。

## 簡歷
梁耀堅於1990年代中期加入香港無綫電視，其後擔任導演、編導，2018年晉升為無綫電視劇集監製，首部監製的劇集是《C9特工》。常用演員有徐榮、楊卓娜等。

## 電視劇（無綫電視）

### 編導列表
- 窈窕熟女
- 翡翠戀曲
- 翻新大少
- 撲水冤家
- 爭分奪秒
- 全院滿座
- 談判專家
- 高朋滿座
- 射鵰英雄傳
- 滙通天下
- 皆大歡喜 (時裝電視劇)
- 陀槍師姐II
- 陀槍師姐III
- 陀槍師姐IV
- 金裝四大才子
- 同事三分親
- 狀王宋世傑
- 皆大歡喜 (古裝電視劇)
- 帝女花
- 老友狗狗
- 畢打自己人
- 生命有TAKE2
- 鹿鼎記
- 有營煮婦
- 馬場大亨
- 笑看風雲
- 誘情轉駁
- 公主嫁到
- 女拳
- 有肥人終成眷屬
- 一切從失蹤開始
- 地獄天使
- 我的如意狼君
- 誰家灶頭無煙火
- 大太監
- 幸福摩天輪
- 仁心解碼II
- 金毛獅王
- 師父·明白了
- 寒山潛龍
- 載得有情人
- 天眼
- 無雙譜
- 鬼同你OT
- 潮流教主
- 來自喵喵星的妳

### 監製列表
- 2020年：《C9特工》、《木棘証人》
- 2021年：《異搜店》
- 2022年：《有種好男人》
- 2023年至今：《愛·回家之開心速遞》（曾與林建祥、林瑋澄合監）
- 2024年：《本尊就位》